# Epiphone G-400
A Epiphone G-400 é a guitarra elétrica da Epiphone que representa uma versão modesta da Gibson SG, desde o começo da década de 1990, aproximadamente. Nessa época, a Epiphone deixou de fabricar antigos modelos da série ET e outras guitarras ao estilo da década de 1980, como Epiphone Les Paul com floyd rose. Ela caracteriza-se como um marco inicial na produção de guitarras segunda linha, com preços reduzidos. Começou a ser produzida na Coréia pelas empresas Unsung e Samick Plant. Atualmente é enquadrada na produção chinesa, feita pela Qingdao.